# 6 Elefantskovcikadeviser
6 Elefantskovcikadeviser er en LP der blev indspillet i juni 1971 i Rosenberg-studiet i København og den blev produceret af Freddy Hansson og coveret blev tegnet af Ole Fick. Pladen indeholder seks sange og tre korte liveoptagelser fra Aalborghallen hvor Sigvaldi reciterer tekster. 
Pladen er et samarbejde mellem Povl Dissing og Burnin Red Ivanhoe og musikalsk er den tættere på folk-rock end på den fusion af jazz og rock der kendetegnede Burnin Red Ivanhoes musik på det tidspunkt. Undtagelsen er Tingel-Tangelmanden der før var udkommet på M 144. På denne udgivelse er den i en udgave der er dobbelt så lang som den originale og med mellotron spil af Karsten Vogel. Udover det, har Burnin Red Ivanhoe skrevet to sange til 6 Elefantskovcikadeviser: Wallifanten og Et Samfund. Sidstnævnte blev benyttet til Er I Bange, en kortfilm af Henning Carlsen. Findes på cd som en del af box-sættet Dansk Rock Historie 1965-1978.
| 1. | "Introduktion" (med Sigvaldi live fra Aalborghallen) |                           | 0:41 |
| 2. | "Wallifanten"                                        | Fick, Vogel               | 6:49 |
| 3. | "Narrevise"                                          | Jørgen Wenndorf Jørgensen | 5:24 |
| 4. | "Snehvidekys"                                        | Laus Bengtsson, Dissing   | 4:06 |
| 5. | "Kometen" (med Sigvaldi live fra Aalborghallen)      |                           | 0:31 |

| 1. | "Ta' Fri Ta' Fri"                                    | Laus Bengtsson, Dissing                              | 2:54  |
| 2. | "Et Samfund"                                         | Inger Christensen/Menzer, Fick, Vogel, Thrige, Stæhr | 2:01  |
| 3. | "Tingel-Tangelmanden"                                | Wille, Vogel                                         | 10:27 |
| 4. | "Introduktion til Medardus" (live fra Aalborghallen) | Menzer, Fick, Vogel, Thrige, Stæhr                   | 2:41  |